# Diocesi di Ipseli
La diocesi di Ipseli (in latino Dioecesis Hypselitana) è una sede soppressa del patriarcato di Alessandria e sede titolare della Chiesa cattolica.

## Storia
Ipseli, corrispondente a Chutb (Shotep) a una decina di chilometri a sud di Asyūṭ (l'antica Licopoli) nel governatorato di Asyut, fu una sede vescovile della provincia romana della Tebaide Prima nella diocesi civile di Egitto. Faceva parte del patriarcato di Alessandria ed era suffraganea dell'arcidiocesi di Antinoe.
Sono solo tre i vescovi noti di quest'antica diocesi egiziana. Il primo, e il più conosciuto, è Arsenio, che aveva inizialmente aderito allo scisma meleziano. Arsenio fu al centro delle false accuse contro Atanasio di Alessandria, che, secondo i meleziani, aveva fatto uccidere il vescovo di Ipseli. In realtà questi era stato nascosto, per giustificare la messinscena costruita contro l'arcivescovo di Alessandria. Durante il concilio di Tiro del 335 fu dimostrata la falsità delle accuse; Arsenio decise allora di ritornare all'ortodossia. Nella lettera festale di Atanasio del 347, Arsenio è riconosciuto come vescovo ortodosso di Ipseli.
Un papiro, in cattive condizioni di conservazione, contiene parte della lettera festale che Cirillo di Alessandria indirizzò a tutti i vescovi del patriarcato per annunciare la data della Pasqua del 413. La lettera è accompagnata dall'elenco dei vescovi deceduti quell'anno e di coloro che ne presero il posto; anche a Ipseli ci fu un avvicendamento, ma le condizioni in cui si trova il papiro permettono di conoscere solo il nome del nuovo vescovo, Giacomo, ma non quello del predecessore defunto.
Il terzo vescovo conosciuto è Rufo, scrittore ecclesiastico del VI secolo, ordinato vescovo dal patriarca copto Damiano (576-605).
Dal 1933 Ipseli è annoverata tra le sedi vescovili titolari della Chiesa cattolica; la sede è vacante dal 14 luglio 1997.

## Cronotassi

### Vescovi residenti
- Arsenio † (prima del 333 - dopo il 347)
- Anonimo † (? - 413 deceduto)
- Giacomo † (413 - ?)
- Rufo † (fine del VI secolo)

### Vescovi titolari
- Alain-Sébastien Le Breton, S.M.M. † (25 maggio 1939 - 14 settembre 1955 nominato vescovo di Toamasina)
- Jesús Serrano Pastor, C.M.F. † (7 aprile 1956 - 14 luglio 1997 deceduto)